# Mitflugzentrale
Ähnlich wie bei einer Mitfahrzentrale Mitfahrgelegenheiten angeboten werden, werden bei einer Mitflugzentrale gegen Kostenbeteiligung Mitflieg-Gelegenheiten angeboten. Nach einem Höhepunkt um 2000 ist bis zum Jahr 2005 das Angebot auf nahezu Null gesunken. Im Jahr 2015 wiederum begann, nach einheitlicher Legalisierung von Selbstkostenflügen durch die Europäische Agentur für Flugsicherheit, ein neues Aufkommen an Mitflugzentralen, so sind neue Anbieter im Raum Deutschland, Portugal und Frankreich hinzugekommen.

## Funktionsweise
Privatpiloten müssen eine gewisse Anzahl von Flugstunden nachweisen, um ihre Fluglizenz behalten zu können. Da das Chartern eines Flugzeuges jedoch teuer ist, bieten sie oftmals Mitfluggelegenheiten an, um die Kosten zu mindern. Dabei geht es nicht um wirtschaftlichen Gewinn – die meisten haben ohnehin keine kommerzielle Fluglizenz. Privatpiloten müssen sich entsprechend selber an den Kosten beteiligen. In der Regel setzen die Mitflugzentralen strikte Regeln wie die "gleichmäßige Kostenteilung" an. Dies bedeutet, dass Pilot wie auch Mitflieger die gleichen Anteile der Kosten tragen müssen.

## Kosten
Die Kosten für den Flug werden auf alle beteiligten Personen (Passagiere wie Pilot) gleichmäßig aufgeteilt. Dabei fallen Charterkosten für die Maschine an, Flugbenzin sowie Flughafen- und Landegebühren. Als Richtwert kann man etwa 150 bis 200 Euro pro Flugstunde ansetzen. Bei Hubschraubern liegt der Preis jedoch weitaus höher, nämlich ab etwa 300 Euro pro Flugstunde.

## Aktuelle Geschehnisse
Nach der Vereinheitlichung von europäischen Luftfahrtstandards wurde im Jahr 2014 der sogenannte Selbstkostenflug final. Dies ermöglichte jungen Unternehmern die Entwicklung neuer Mitflugzentralen.